# James Stuart-Wortley (1er baron Wharncliffe)
James Archibald Stuart-Wortley-Mackenzie (6 octobre 1776 - 19 décembre 1845) est un soldat britannique et un homme politique. Petit-fils du Premier ministre John Stuart (3e comte de Bute), il fait partie du gouvernement de Robert Peel en tant que Lord du sceau privé entre 1834 et 1835 et en tant que Lord président du Conseil entre 1841 et 1845.

## Biographie
Il est le fils du colonel James Stuart-Wortley-Mackenzie, fils de John Stuart (3e comte de Bute) et de son épouse Mary Wortley-Montagu, baronne Mountstuart, fille d'Edward Wortley Montagu et de Mary Pierrepont. Son père a pris le nom additionnel de Wortley comme héritier de sa mère, prenant plus tard également celui de Mackenzie (que son fils plus tard abandonnera) comme héritier de son grand-oncle James Stuart-Mackenzie de Rosehaugh. La mère de Stuart-Wortley est Margaret, fille du lieutenant-général sir David Cunynghame, 3e baronnet. Il a fait ses études à la Charterhouse School.
Il commence sa carrière militaire au 48e régiment d'infanterie en 1790, transféré au Royal Fusiliers en 1791 et achète une capitainerie au 72e régiment d'infanterie en 1793. Il est promu lieutenant-colonel en 1797 et devient colonel du 12e régiment d'infanterie six mois plus tard. En 1797, il passa aux Grenadier Guards mais démissionne de sa commission en 1801.

## Carrière politique
Il siège en tant que député conservateur du bourg pourri de Bossiney à Cornwall entre 1797 et 1818 lorsqu'il est élu pour le Yorkshire,,. Son attitude sur diverses questions est devenue progressivement plus libérale et son soutien à l'émancipation catholique lui fait perdre son siège en 1826. Il est élevé à la pairie sous le nom de baron Wharncliffe, de Wortley Hall dans le comté de York ce qui témoigne de la reconnaissance de ses activités parlementaires antérieures.
En 1831, alors que la question de la réforme se déchaîne, Wharncliffe réussit à ouvrir des voies de communication entre le gouvernement et l'opposition. Au début, il s’oppose au projet de loi de réforme de 1832 mais, après avoir compris que le conflit populaire n’est pas souhaitable, se sépare des conservateurs (avec plusieurs collègues, connus collectivement sous le nom de "Waverers") et prend une part importante dans le basculement des pairs et aide à faire adopter le projet de loi. Il devient Lord du sceau privé dans le court ministère de Robert Peel de 1834 à 1835 et le rejoint à nouveau en 1841 en tant que Lord président du Conseil poste qu'il occupe jusqu'en 1845. En 1834, il est admis au Conseil privé.
En 1837, Lord Wharncliffe publie une édition des écrits de son ancêtre, Mary Wortley Montagu.

## Famille
Lord Wharncliffe épouse le 30 mars 1799 Lady Elizabeth Caroline Mary Crichton (1779-1856), fille de John Creighton (1er comte Erne) et de sa deuxième épouse Lady Mary Hervey. Ils ont quatre enfants :
- John Stuart-Wortley (2e baron Wharncliffe) (1801–1855)
- Charles Stuart-Wortley-Mackenzie (1802-1844)
- James Stuart-Wortley (1805-1881), solliciteur général
- Caroline Jane Stuart-Wortley-Mackenzie (décédée le 12 juin 1876), mariée le 30 août 1830 John Chetwynd-Talbot (1806–1852)

Lord Wharncliffe décède en décembre 1845, à l'âge de 69 ans. Son fils aîné, John, lui succède à la baronnie. Son fils Edward, 3e baron, est nommé comte de Wharncliffe en 1876. Lady Wharncliffe décède en avril 1856.